# Girga
Girga o Ghirga (in arabo جرجا‎?, Jirjā, pronuncia egiziana: [ˈɡeɾɡæ]) è una città dell'Egitto, situata nel Governatorato di Sohag.